# José Luís Peixoto
José Luís Marques Peixoto (IPA: [ʒuˈzɛ luˈiʃ ˈmɐɾkɨʃ pɐjˈʃotu]) (Galveias, 4 settembre 1974) è uno scrittore, poeta, paroliere e drammaturgo portoghese.

## Biografia
Si è laureato in Lingue e Letterature Moderne (inglese e tedesco) alla "Universidade Nova de Lisboa". Nel 2001 ha pubblicato il romanzo "Nenhum Olhar" che ha vinto numerosi premi (sia in Portogallo che all'estero) tra cui il Prémio Literário José Saramago. Il successivo "Cemitério de Pianos" (2007) ha vinto in Spagna il Prémio Cálamo Otra Mirada al miglior romanzo straniero. Nel 2013 José Luís Peixoto risultava tradotto in 18 lingue.

## Opere

### Romanzi
- Morreste-me (2000)
- Nenhum Olhar (2001)
- Uma Casa na Escuridão (2002)
- Minto Até ao Dizer que Minto (2006)
- Cemitério de Pianos (2007)
- Livro (2010)
- Galveias (2014)
- Em teu ventre (2015)
- Autobiografia (2019)
- Almoço de Domingo (2021)

### Raccolte di racconti
- Antídoto (2003)
- Hoje Não (2007)
- Cal (2007)
- Abraço (2011)
- Onde (2022)

### Raccolte di poesie
- A Criança em Ruínas (2001)
- A Casa, a Escuridão (2002)
- Gaveta de papéis (2008)
- Regresso a Casa (2020)

### Drammaturgie
- Anathema (2006)
- À Manhã (2007)
- Quando o Inverno Chegar (2007)

### Editi in Italia
- Nessuno Sguardo, trad. Silvia Cavalieri, La Nuova Frontiera, 2002;
- Una Casa nel Buio, trad. Vincenzo Russo, La Nuova Frontiera, 2004;
- Questa Terra ora Crudele, trad. Giulia Lanciani, La Nuova Frontiera, 2005;
- L'Antidoto, Scritturapura, 2006;
- Il Cimitero di Pianoforti, trad. Guia Boni, Einaudi 2010
- Libro, trad. Sandra Biondo, Einaudi 2013 (Supervincitore del Premio Salerno Libro d'Europa 2013)[1][2]